# Kopparhaj
Kopparhaj (Carcharhinus brachyurus) är en art i familjen gråhajar (Carcharhinidae), och är den enda medlemmen i sitt släkte som huvudsakligen återfinns på tempererade breddgrader.

## Beskrivning
Kopparhajen är en lång art som kan nå 3,5 meter i längd och kan vara svår att skilja från andra stora gråhajar. Den kännetecknas av sina smala, krokformade övre tänder, avsaknaden av en framstående rygg mellan ryggfenorna och sin bronsfärg.

## Utbredning
Kopparhajen återfinns i ett antal separata populationer i nordöstra och sydvästra Atlanten, utanför södra Afrika, i nordvästra och östra Stilla havet, samt runt Australien och Nya Zeeland, med spridda rapporter från ekvatorn. Denna art finns i allt från bräckta floder och flodmynningar till grunda vikar och hamnar och vatten utanför kusten på 100 meters djup eller mer. Honorna lever avskilda från handjuren under större delen av året och gör vandringar under vissa årstider.

## Levnadssätt

### Föda
Födan består i huvudsak av bläckfisk, benfiskar och andra broskfiskar. Den är ett snabbt simmande rovdjur som ofta jagar i stora grupper och utnyttjar övertaget i antal till sin fördel. I Sydafrika är arten förknippad med den årliga sardinleken, som involverar miljontals sardiner (Sardinops sagax).

### Fortplantning
Liksom andra gråhajar föder kopparhajen levande ungar. Då embryona utvecklas får de huvudsakligen näring genom anslutning till livmodern, som bildas från den kraftigt reducerade gulesäcken. Vartannat år bär honorna kullar med 7 till 24 ungar i kustnära uppväxtområden, efter en dräktighetsperiod på 12 till 21 månader. Kopparhajen växer mycket långsamt; honorna och hanarna når inte vuxen ålder förrän vid 13-19 respektive 19-20 års ålder. 

## Förhållande till människor
Även om arten inte anses vara särskilt farlig för människor är kopparhajen ansvarig för ett antal icke-dödliga attacker, i synnerhet på spjutfiskare och badare. Arten är uppskattad inom det kommersiella fisket och fritidsfisket och används som föda. De riskerar utarmning på grund av den låga ökningen av populationen och reproduktiva priser, och dess antal tros ha minskat i vissa områden. Som ett resultat har Internationella naturvårdsunionen bedömt kopparhajen som nära hotad. 